# テレビ関連のマスコットキャラクター一覧
- テレビ局 > テレビ関連のマスコットキャラクター一覧
- マスコット、キャラクター > マスコットキャラクター一覧 > テレビ関連のマスコットキャラクター一覧

テレビ関連のマスコットキャラクター一覧（テレビかんれんのマスコットキャラクターいちらん）とは、テレビ局、テレビ番組などのキャラクター（マスコット）のうち、主なものの一覧である。
テレビ局に関して、特に系列局で統一があるわけではないので、NHKの地方局を中心に採用していない放送局もある。民間放送で採用していない放送局は少数派で、テレビ静岡を除いた静岡県のテレビ局は独自マスコットの使用を終了しており、開局時から一貫して採用していない放送局は鹿児島県の南日本放送のみ。キー局は2013年12月23日のナナナ（テレビ東京）の登場をもって全局で独自マスコットの制定を完了した。また、一部の民放局では自局で制作する子供向けフィクション番組や情報番組・ワイドショーの所属者を実質的なマスコットにすることがある。

## 地上波テレビ局
民間放送のクロスネットについては主体、付随を問わず各系列ごとに記載。

### NHK
- ななみちゃん
- どーもくん
- プカポワ
- らいちゃま
- まるにゃん

#### 各放送局独自のもの
- 札幌放送局 : プリティ・カッシャー
- 函館放送局：う〜みん
- 旭川放送局 : オズワード・カーニー
- 帯広放送局 : バーガーキングのフットレタス
- 釧路放送局 : ロナルド
- 北見放送局 : たまねぎどーもくん
- 室蘭放送局 : トランプ
- 青森放送局：シャモリくん[1]（前任者は「あぷたん、あぷぷ」[2]）
- 秋田放送局：きんちゃん
- 盛岡放送局：がんすけどん、なはんちゃん[3]
- 仙台放送局：やっぺぇ[4]（前任者は「わらDE」）
- 山形放送局：けろ班長
- 福島放送局：ふゆ〜ちゃん[5]
- 水戸放送局：ぴっぴー[6]
- 宇都宮放送局 : らいちゃま
- 前橋放送局：フーちゃん、ライちゃん
- さいたま放送局：サイちゃん、タマちゃん[7]
- 千葉放送局：ラッカ星人[8]
- 東京放送局 : エリー・カッシャー
- 横浜放送局 :横浜ななみちゃん
- 新潟放送局：たわらん、ときりん[9]
- 長野放送局 :もぐしん
- 甲府放送局：しんげん君、かんすけくん、ぶど雄、もも姫[10]
- 富山放送局：きとっピ[11]
- 金沢放送局：ことじろう[12]
- 福井放送局：一福丸[13]
- 静岡放送局：しずくん
- 岐阜放送局：サキドリさん
- 名古屋放送局：むねハルくん
- 津放送局：みうみくん、えびニキ[14]（前任者は「みえ〜るくん」）
- 大阪放送局：びぃきんぐ、ボイスマン
- 神戸放送局 :  コービー、チャドウィック、RBG、まいただ
- 京都放送局：ねこまる
- 大津放送局：びわッピー[15]
- 奈良放送局：ナッキー[16]
- 和歌山放送局：わかまるくん[17]
- 広島放送局：ぴーすくん、しゃもべえ[18]
- 鳥取放送局 : イナバスター
- 松江放送局：しまねっとくん
- 岡山放送局 : 桃太郎どーもくん
- 山口放送局 : ふぐどーもくん
- 徳島放送局：かめっ太[19]（2009年度後期の連続テレビ小説「ウェルかめ」のマスコットだったところを放送終了と同時に就任。前任者は「あわまるくん」）
- 高松放送局 : マチコ
- 松山放送局 : みかんどーもくん
- 高知放送局 : カツオどーもくん
- 福岡放送局：ふっく
- 北九州放送局：ハレピョン[20]（2011年に誕生し、リリー・フランキーがデザインしたキャラクター。前任者は「北九さん」で、使用終了から四年間のブランクを経ての誕生）
- 佐賀放送局：ギュットくん
- 長崎放送局：フワリちゃん（前任者は「ピコロン」）
- 熊本放送局 : からしれんこんどーもくん
- 大分放送局：ハビットとその仲間たち（ハビット、ニュース、キーピング）
- 宮崎放送局：ファイト君
- 鹿児島放送局 : 西郷ななみちゃん
- 沖縄放送局：さぁたぁちゃん[21]

### 日本テレビ系列
- 日本テレビ放送網：ダベア（2009年5月8日誕生[22]）、そらジロー・くもジロー・ぽつリン（『news every.』の天気コーナーはじめ気象番組で活動する他、イベントにも登場する）（前任者は ｢なんだろう」「日テレちん」「&（ア〜ン）ちゃん」[23]）
- 讀賣テレビ放送（ytv）：シノビー（2018年4月2日誕生）、うわばきクック（前任者・先代は「ウキキ&ミニニ」（2007年〜2018年）先々代は「テレビヤン」（2000年〜2007年）「アイニー君」（1998年〜2000年））
- 札幌テレビ放送：どさんこくん[24]（2018年1月1日 - ）（前任者・先代は「 ファイビー&ファイニー」（2008年1月1日 - 2017年12月31日）、先々代は「スピカちゃん」（2000年〜2007年）「となりのサッちゃん」（1998年〜1999年））
- 青森放送：らぶりん
- テレビ岩手：ガンジロー（2018年12月に新CIとなったのを機に登場し、「鉄神ガンライザー」[注釈 3]を二頭身にしたもの。）（前任者は「わんだくん」）
- 秋田放送：ヨンチャン[25]
- 山形放送：ぷにゅん[26]
- 宮城テレビ放送：だよん（2012年7月誕生）（前任者は「ミテ」）
- 福島中央テレビ：中テレくん（2006年6月1日誕生）
- テレビ新潟放送網：てっと君[27]（前任者は「地デジ4ちゃん」、「しかもか」）
- テレビ信州：マイチャン。
- 山梨放送：チョビー（前任者モモオ、モモッチ、フルル)
- 静岡第一テレビ：なし（前任者は「ダイちゃん、あいちゃん」 〜2015年、「デジ団」（地デジPR用マスコット）〜2011年)
- 中京テレビ放送：チュウキョ〜くん、ネコ夫、  ひよこどん （前任者は ｢チューすけ」）
- 北日本放送：ゆっちゅ、めっぴ、エチュー（前任者は「牛島モーモー」[注釈 4]。）
- テレビ金沢：テレ金ちゃん（正式名称は不明。2009年7月6日誕生）（前任者は「びービー」）
- 福井放送（日本テレビ系列主体で、テレビ朝日系列とのクロスネット）：ピントンとその家族
- 西日本放送：よんちゃん[28]（前任者は「ランちゃん」）[29]（地デジPR用マスコットで、かっては9ちゃん坊やと呼ばれていた。）
- 広島テレビ放送：ピッピ[30]
- 日本海テレビジョン放送：ぶっピィ[31]
- 山口放送：マウ・ミウ
- 四国放送：おもぞう[32]（前任者は「あんてなちゃん」[33]）
- 南海放送：ウィット（前任者は「ジェントル！」）
- 高知放送：R・ケイシー[34]（前任者は「パタロウ」）
- 福岡放送：ゆめんた（2006年3月18日誕生。前任者は、同局の開局25周年を記念して作られた「ピッピィ」。）
- 長崎国際テレビ：ビービーズ
- 熊本県民テレビ：ケイティ（2022年4月1日誕生）、（前任者・先代は「テレビたん」、「デジタルん」2002年～2022年、先々代は「Kぞう君」1982年～2001年）
- 鹿児島讀賣テレビ：山本さん、穂介

### テレビ朝日系列
- テレビ朝日：ゴーちゃん。[35]（2011年5月10日誕生）、モコちゃん、ちんじゅうみん（2001年〜2004年までは「ムーぽん」[36]を、2010年1月1日から2011年4月までは「モジャモ」をマスコットキャラクターとしていた。またキャンペーンによってはドラえもんをマスコットに用いることもあった）
- 朝日放送テレビ：エビシー[37][38]（2015年6月15日誕生）（前任者は「キュキュ」〈当時は朝日放送〉）
- 北海道テレビ放送：onちゃん（1997年12月1日誕生）、ぐち、okちゃん、noちゃん他（1998年頃誕生）
初代マスコットは「くん太くん」（1979年8月1日誕生）[注釈 5]。
- 青森朝日放送：ドキタン[39]
- 岩手朝日テレビ：ゴエティー[40]（2006年7月1日誕生）
- 秋田朝日放送：ミーチュー（2006年6月1日誕生）
- 東日本放送：ぐりり （前任者は「ぐりりん」）
- 山形テレビ：みるるん星人（みるるん@）[41]
- 福島放送：ときまる[42]（2006年6月1日誕生）（前任者は「えふ☆ビィ」）
- 新潟テレビ21：ゆぅちゃん・ゴーちゃん[43]（前任者は「21世紀マン」）
- 長野朝日放送：りんご丸 （前任者は「モーリー&りんごちゃん」）
- 静岡朝日テレビ：なし（前任者・先代は「ココマルとデビマル」2005年～2020年、先々代は「アーサー」1993年～2005年)
- 名古屋テレビ放送：ウルフィ （前任者は ｢逆立ちちゃん」、｢しろボン」。）
- 北陸朝日放送：ミィーゴチャン（2001年誕生、2006年までの旧名称は「みるる」）[44]
- 広島ホームテレビ：ぽるぽる
- 山口朝日放送：ビープくん（2006年7月14日誕生）（前任者は「ほたるん」）
- 瀬戸内海放送：スパーキー（2004年誕生。前任者は「ステヨウザウルス」「ペグリンくん」「ムニュ」など、環境キャンペーン絡みや、短命に終わるマスコットが多かった）
- 愛媛朝日テレビ：eatフレンズ（2020年3月30日誕生。前任者・初代は「ガブリ君」、2代目は「ココロン」、3代目は「一平くん」[注釈 6] ）
- 九州朝日放送：なし （アルファベットの「K」をモチーフにした生き物 - 名称は不明。KBC開局70周年記念と持株会社化を機に新略称ロゴとともに2023年4月から使用開始[注釈 7]）（前任者は初代が「きょろぱく」（1998年～2018年）、2代目が「ミセタカ!」（2018年～2023年））。
- 長崎文化放送：もりの木ごろう&まめたとペットのPちゃん （2009年4月1日誕生。前任者は「ナービー」）
- 熊本朝日放送：ケービィー
- 大分朝日放送：そらぽ（2006年12月1日誕生）
- 鹿児島放送：プラッピー（2007年3月24日誕生）
- 琉球朝日放送：Qごろ〜[45]（2006年誕生）

### TBS系列
- TBSテレビ：BooBo、Boona、ワクティ（TBSグループ全体） （前任者は ｢ジ〜ン」）
- 毎日放送：らいよんチャン（2021年4月より「よんチャンTV」の番組マスコットも兼任。前任者は「ぷいぷいさん」（2021年3月まで放送された「ちちんぷいぷい」のキャラクター））
- 北海道放送：もんすけ
- 青森テレビ：山田じん子[46]
- IBC岩手放送：ちゃおくん、うのちゃん、ぺそ（以上、2001年登場）、おらくん（2006年10月登場、ちゃおとうのの子供としてデジタル放送をイメージされた）
- 東北放送：モリーノ（前任者は「ニューニュー」）
- テレビユー山形：ぴぴたん[47]（前任者は「キャプテントライ」）
- テレビユー福島：ロッキュン[48]
- 新潟放送：ハレッタ[49]（2022年登場。前任者・先代は「はぐっくま&タネマキスキー」2012年～2022年）、先々代は「ぷる」2002年～2012年[注釈 8]。）。
- 信越放送：ろくちゃん（前任者は「ネイチャ隊」）
- テレビ山梨：なし（前任者・先代は「Uバク」（2020年〜2023年）[50]先々代は「ウッティ」（2000年〜2020年））[51]
- 静岡放送：木乃華サクヤ（公認バーチャルYouTuber。前任者は「みみよりくん」「メアリーちゃん」、また左記キャラの使用停止後は「パンパカパンツ」が実質的なマスコットとして使用されていた）
- CBCテレビ：シェアシェア（前任者・先代は「子龍ちゃん」、「ぶひつじ」、「ビェーバー」、「ぼやぎ」、「コラス」。（2006年～2022年）、先々代は「しびしだぞう」（2001年～2006年））[52]
- チューリップテレビ：さいたろうくん、さきちゃん
- 北陸放送：テミじぃ（2022年4月登場[53]。前任者は「みらいちゃん」、「ムー」。）
- RSK山陽放送：アレすけ、ろくたん（前任者は3体の妖精の「プルルン」）
- 中国放送： レモナルド・レモンチ （前任者は「ツキぐま☆3兄弟」）
- 山陰放送：ラッテちゃん[54]
- テレビ山口：テレオン （前任者は「モコモコ」）
- あいテレビ：ろっくん[55]（前任は「ラブ・ユーキャラクター」[56]）
- テレビ高知：ろくろう[57]（2020年1月に一般公募により決定。前任は「かっとびくん」。）
- RKB毎日放送：ももピッ![58]
- 長崎放送：テレビンとれでぃお[59]（前任者は「南蛮くん（ナンナン・バンバン・ジンジン）」）
- 大分放送：まるんちゃん♪、もにもにさん[60]
- 熊本放送：あるぽ
- 宮崎放送：ミーモ、ク〜たん、ぴよ蔵[61]
- 南日本放送：なし ※2022年7月からバーチャルタレントの「みなみ」が事実上のマスコット（パーソナリティ扱い）。期間限定で「ユウ、ミウ」（ウミガメプロジェクト[62]のマスコットキャラクター）がその役目を果たしていたことがある。
- 琉球放送：あーるびーしーさー[63]（前任者・先代は「SUNちゃん」（2006年〜2024年）先々代は「ほ・ど・ばらピッピ」（199?年〜2006年））

### テレビ東京系列
- テレビ東京：ナナナ、開局50周年を記念して制作。（前任者はピラメキパンダ。テレビ東京のマスコットキャラクターとしては「7チャンパンダ」と呼ばれた）
（以前はポケットモンスターのピカチュウや、卵の「ピーテル」と時計の「リズモ」[64] が起用されていた。）
- テレビ大阪：たこるくん、タコベエ[65]（前任者は「ひょうたん一家」）
- テレビ北海道：らっぴぃ、3代目だが2005年から2018年まで登場したキャラクターであるが、5代目となった2024年に再登板。（前任者は「テレきたくん」（初代・開局時から1999年まで）、「みて!くん」（2代目・2002年まで）、「シロクマセブン」（4代目・2019年から2023年まで）。2代目から3代目までの間のみ不在だった。）
- テレビ愛知：といろちゃん[66] ※メリ夫 - テレビ愛知エコキャンペーンのマスコットキャラクター（前任者・先代は 「デジタル10チャンネル」2004年～2007年、先々代は「ホーリー」2003年～2004年）
- テレビせとうち：ななちゃん
- TVQ九州放送：モニ太（2005年〜）[67]（前任者は「ミチャリー」（2001年〜2005年）[68]）

### フジテレビ系列
- フジテレビジョン：ラフくん（前任者は「ピンカちゃん」）
- 関西テレビ放送：ハチエモン
- 北海道文化放送：みちゅバチ（前任者はともだっち（みちゅ、小島さん、たいち、エドワード三世、はんちょう、木下さん、アフロ、やむちゃ、ゲル、ヒロミ)で、そのともだっちの派生キャラクターで、地上デジタル放送PRキャラクターとして登場したものを2013年以降に正式なマスコットキャラクターとしてみちゅバチに一本化したもの。さらに前任者は、植木鉢に入った向日葵をかたどったキャラクターであった。）
- 岩手めんこいテレビ：ミットくん[69]
- 仙台放送：JUNI[70] (前任者は「あそ坊や」）
- 秋田テレビ：ぽちぱ（ハチをモチーフにしたキャラクターで、公式サイトなどで使用） （前任者は「テレビア〜ン!」）
- さくらんぼテレビジョン：ネオンドッグのハート (前任者は  SAYランドの仲間たち (ネオンドッグのグート、フラワーライオンのルー、DJペンギンのジョー、ソックスキャットのサスケ、ピーエッグのピッピ、ピーエッグのバッハ、テレキャットのトレラン、ツインズバニーのシュシュ、ツインズバニーのミュート)[71])
- 福島テレビ：ふくたん （前任者は「Fてっつあん」[注釈 9]）
- NST新潟総合テレビ：ナシテ君、ドシテちゃん、ロボッチョ君[72]
- 長野放送：ベスト犬 ハチポ（前任者は「ダッくん」で、開局当時から使用。2011年7月24日のアナログ放送停波前の最終映像に当時のアニメが使用された）
- テレビ静岡：テレシーズ、しずティ、にゃんぱち（前任者は「おはなし坊や」）
- 東海テレビ放送：イッチー[73]（前任者・先代は「わんだほ」、2008年～2017年、先々代は「ヤッパくん&モットくん」1997年～2007年）
- 富山テレビ放送：ビーちゃん
- 石川テレビ放送：石川さん[74]（前任者は「イッシー」）
- 福井テレビジョン放送：イヤイヤちゃん、シン、月、グン、ソウソウ、テンテン、ミンミン、ピー、ポー、プー[75]
- 山陰中央テレビジョン放送：えいっとくん[76]（前任者は「地上波戦隊TSK」）
- 岡山放送：OH!くん （前任者は「ニョキニョキ」）
- テレビ新広島：ヒロシマイケル[77]（前任者・先代は「テレビ新ヒーロー ティエスエス」2000年～2014年、先々代は「テレタン」1990年～1999年）
- テレビ愛媛：ビビットくん
- 高知さんさんテレビ：さんのすけ（前任者は「さんさんザウルス」[78]
- テレビ西日本：てれビー （前任者は「キューちゃん」）
- サガテレビ：ミランバくん[79]（前任者は「かちかちくん」）
- テレビ長崎：はっちゃKもの[80]（2019年4月誕生）（前任者は「けーたん」）
- テレビ熊本：くまはち（2019年4月誕生）（前任者は「てれくまくん」[81]）
- テレビ大分（日本テレビ系列とのクロスネット）：トスキー・パスミー
- テレビ宮崎（日本テレビ系列、テレビ朝日系列とのトリプルクロスネット。本系列主体）：ゆっぴー （前任者は「みるるん」）
- 鹿児島テレビ放送：ぽよ、8ちゃん（「笑顔で8ちゃんKTS」のロゴキャラクター）
- 沖縄テレビ放送：ゆーたん[82]（前任者は「モジャリ」・「モジャラ」）

### 独立局
- 東京メトロポリタンテレビジョン：ゆめらいおん[83]（前任者は「エム吉」[84] と「エムリン」[85]）
- テレビ神奈川：カナガワニ[86]（前任者は「テレビ〜ニョ」「tvkids!」）TVKテレビ神奈川開局40周年記念キャラクター。ワニをモチーフとしている。
- テレビ埼玉：テレ玉くん（前任者は「ゆめちゃん」「元気くん」）
- 千葉テレビ放送：チュバ（前任者は「ctc坊や」[87]）
- とちぎテレビ：てれすけくん[88]
- 群馬テレビ：ポチっと君
- 三重テレビ放送：エムっとくん・ビっとちゃん[89]
- 岐阜放送：UPるんチャン（2011年7月24日誕生。前任者は「はちゃ丸」）
- びわ湖放送：知ったかぶりカイツブリ（前任者は「びびちゃん」）[90]
- 京都放送：なし（前任者は「カモン・ナス」）
- 奈良テレビ放送：たしか君、もしかちゃん[91]
- テレビ和歌山：栄谷五郎（前任者は「デジーくん」）[92]
- サンテレビジョン：おっ!サン[93]

## 衛星放送局（BS）
- BS日テレ：バブちゅ〜（前任者は「なんだろう」[注釈 10]）
- BS朝日：なし
- BS-TBS：ワクティ（TBSグループ全体キャラクターを使用、2024年から。前任者は「アイ」）
- BSテレ東：ナナナ[注釈 11]、びーえするるる[注釈 12]
- BSフジ：ウメちゃん[94]
- WOWOW：ウーとワー（前任者は「ミル」）
- BS10・BS10スターチャンネル：ポチャッコ[95]
- BS11：じゅういっちゃん[96]
- BS12トゥエルビ：なし
- 放送大学：まなぴー[97]
- BS松竹東急：銀さん、ミルさん[98]
- スカパー!：スカッピー

## CSテレビ局

### 映画・ドラマ
- 時代劇専門チャンネル：若（わか）
- 映画・チャンネルNECO：マメ蔵
- アクションチャンネル：犬（アクティー）[99]
- ミステリーチャンネル：猫（ミスティー）[100]
- ファミリー劇場：フィリックス（2009年〜）、忍者玉丸など（2006年〜）（前任者は「お茶の問博士」（1999年〜2000年/2023年〜）と「ギュギュ」（2001年〜2005年））

### スポーツ
- J SPORTS：ビクトリとピクトリ[101]
- スカイA：アッピィー[102]
- GAORA SPORTS：ガオやん[103]
- スポーツライブ+：スポッピー[104]

### ミュージック
- 100%ヒッツ!スペースシャワーTVプラス：ベン

### 総合エンターテインメント
- 日テレプラス：プー、ラー、スー
- テレ朝チャンネル：ゴーちゃん。
- TBSチャンネル：BooBo（TBS地上波と共用）、ワクティ（TBSグループ全体）
- フジテレビワンツーネクスト：ラフくん、ウメちゃん
- ディズニー・チャンネル：ミッキーマウス、ミニーマウス、ドナルドダック、グーフィー、プルート、チップ、デール
- エンタメ〜テレ☆シネドラバラエティ：ウルフィ
- チャンネル銀河：ギンちゃん[105]

### アニメ
- キッズステーション：キスゴン[106]
- カートゥーン ネットワーク：トゥイーティー、バッグス・バニー、トム、ジェリーなど
- アニメシアターX：たいがさん

### ホビー&カルチャー
- 旅チャンネル：たびちゃん
- ジャパネットチャンネルDX：ミスターJ

### ニュース
- 日テレNEWS24：そらジロー
- TBS NEWS：BooBo（TBS地上波と共用）、ワクティ（TBSグループ全体）

## ケーブルテレビ局
- ジュピターテレコム：ざっくぅ(以前は「u:go」)
- ニューメディア：チャネル ヒカリ
- イッツ・コミュニケーションズ：コムゾー
- ケーブルテレビ (企業)：きゅーちゃん[107]
- ケーブルテレビ品川：シナガワン
- 広域高速ネット二九六：つくるくん、ケーブルドッグ
- 横浜テレビ局：はまめちゃん
- グリーンシティケーブルテレビ：グリンピーくん[108]
- ケーブルテレビ徳島：みえ太
- 丹南ケーブルテレビ：けーぶるん
- 日野ケーブルテレビ：ぴーの
- ケーブルテレビ富山：ミタスト君（以前は「ニョキニョキ」）
- 日本海ケーブルネットワーク：ピットくん
- 中海テレビ放送：ゴズラくん
- 日本ネットワークサービス（山梨県甲府市他）：NNSTARS（ミニアニメの声優は同CATV局アナウンサーがほとんど）
- TOKAIケーブルネットワーク：トコチャン

## 海外
- 亜州電視：Abot（エーボット）
- 台湾電視：台視赤ちゃん - Lucky Four（チャチャ、ルル、ウーウー、キキ）（前任者は「テレビ赤ちゃん」）

## テレビ番組

### 地上波テレビ番組

#### NHK
- ワンワン、うーたん、ぽうぽ（『いないいないばあっ!』）
- ルチータ、みもも、やころ、スプー（『おかあさんといっしょ』）
- コッシー、サボさん（『みいつけた!』、『みいつけた!さん』）
- ピタ、ゴラ、スー、イッチ、ジョン（『ピタゴラスイッチ』、『ピタゴラスイッチ・ミニ』）
- おどるくん（『うたっておどろんぱ!』）
- リトルボニー（『からだであそぼ』）
- ケボとモッチ、あおやんとピーチー（『えいごであそぼ』）
- ロクジロー（『600 こちら情報部』）
- スージーちゃん（『ゲーム数字でQ』）
- スクープくん、ピントくん（『週刊こどもニュース』）
- リカオ・リカコ（『解体新ショー』）
- Dr.ロマン（『探検ロマン世界遺産』） - 松本零士作。
- 料理の王様クッキング・パオパオ（『ひとりでできるもん!』）
- ヒゲじい（『ダーウィンが来た! 〜生きもの新伝説〜』）
- コダマ君（『びっくり法律旅行社』）
- パンダラ（『探検バクモン』）
- ねほりん・ぱほりん（『ねほりんぱほりん』）
- 春ちゃん、夏ちゃん、秋ちゃん、冬ちゃん、夏将軍、冬将軍（『ニュースウオッチ9』「気象情報」。季節に応じて登場[109]）
- チコちゃん、キョエちゃん、ズン吉（『チコちゃんに叱られる!』）※なお、ズン吉については、キョエちゃんがいない間に限り登場していた（その後、キョエちゃんの復帰に伴い退場した）。
- カネオくん（『有吉のお金発見 突撃!カネオくん』）
- シュドラ（『NHKみんなの手話』）[110]
- ガキィ（『潜れ!さかなクン』）
- 連続テレビ小説[111]
  - ゴーヤーマン（『ちゅらさん』）
  - きりぼん（『風のハルカ』）
  - かめっ太（『ウェルかめ』）→終了後、NHK徳島放送局へ転籍。
  - リアス先輩（『あまちゃん』）
  - 魔女姫（『まれ』）
  - リス（『べっぴんさん』）
  - イチコ（『ひよっこ』）
  - 岐阜犬（『半分、青い。』）
  - カサイルカくん、こさめちゃん（『おかえりモネ』） - 「Jテレ」の報道番組の天気コーナーに登場するキャラクターの設定。
  - カットリくん（『カムカムエブリバディ』）- 「条映太秦映画村」のキャラクターで、カラスがモチーフとなっている。
  - おむすびちゃん（『おむすび』） - 主人公「米田結」（演：橋本環奈）が着ていたTシャツや、各放送回のエンドカードなどに描かれていた。

この他にも、放送作品に合わせて、作品の主人公をモチーフにしたどーもくんを製作することがある（例：2025年前期『あんぱん』の主人公「朝田のぶ」（演：今田美桜）を象った「あんぱんどーもくん」[112]）。
- 大河ドラマ
各年、放送作品に合わせて、作品の主人公をモチーフにしたどーもくんが製作される（例：2025年『べらぼう〜蔦重栄華乃夢噺〜』の主人公「蔦屋重三郎」（演：横浜流星）を象った「蔦重どーもくん」）。
  - もゆるん（『花燃ゆ』） - サンリオがデザインを担当していた。

##### 地域別
- 北九さん（NHK北九州放送局『情報ワイド福岡いちばん星』中の「なんしよ〜ん!?北九州」コーナー）

#### 日本テレビ系列
- ロバくん（『おはよう!こどもショー』）
- ズーミン、チャーミン（『ズームイン!!SUPER』→『ズームイン!!サタデー』。『SUPER』終了とともに『サタデー』に移籍、2016年3月で引退）
- サタボー（『ズームイン!!サタデー』）
- そらジロー、くもジロー、ぽつリン（『news every.』他天気予報・『日テレNEWS24 WEATHER』CMキャラクター）
- WINちゃん（『WIN』、『THE独占サンデー』）
- とよチュン（『WIN』）
- オハナ、およよんマン（『Oha!4 NEWS LIVE』）
- QUIZRA（『全国高等学校クイズ選手権』）
- ゴンボくん（『モグモグGOMBO』）
- 志村犬（『天才!志村どうぶつ園』）
- せかじゅーくん（『世界一受けたい授業』）
- グラチャン（グランドチャンピオンズカップバレーボール）
- サッカーモンスター（『サッカーアース』・FIFAクラブワールドカップ）
- ZIP!くん※[注釈 13]、ニジンスキー※、サニー※、ザーザーブラザーズ※、ゴロー※、コユキ※、ZIPPEI（じっぺい）、ジジ・ププ、そら、星星（『ZIP!』。このうち※は2011年4月の番組開始から登場し、2021年3月のリニューアル・ロゴ変更に伴い引退。なお「あさアニメ」の登場キャラクターは除く）
- スッキりす（『スッキリ』の占いコーナーに登場）
- フェルナンデスくん1号&2号、フィル・アンデスくん、ハピナンデス!（『ヒルナンデス!』）
- ゆかりたん（元：主婦かずえ）・クレッシェンド君・鳥追い与作・人面石君（『中井正広のブラックバラエティ』）
- AKBEAR（『AKBINGO!』）
- にんに君（『火曜サプライズ』）
- 笑神様（『笑神様は突然に…』）
- モコたろう、ココモちゃん、モコみち（『ママモコモてれび』）
- ヒゲットさん（『バゲット』）
- アンク、ミアちゃん（『金曜ロードショー』）
- スタンリー（『映画天国』）
2018年7月までは『金曜ロードSHOW!』（当時）の前任マスコットでもあり、『金曜ロードショー』（第1期）時代の2009年から使用し、映画天国の開始後は、兼任していた。
- 管理人 （『密室謎解きバラエティー 脱出ゲームDERO!』）
- ファラ男 （『宝探しアドベンチャー 謎解きバトルTORE!』）
- デイくん&デイちゃん（『DayDay.』）

##### NNN・NNS系列局
- 読売テレビ
  - トスポ（『ダウンタウンDX』「元祖視聴者は見た!」に登場） - 2011年1月からはダウンタウンの松本人志、浜田雅功をモチーフにしたヒトス、マサトスが登場（トスポ同様ポストのキャラクター）。
  - おかんガルー（『かんさい情報ネットten!』）
- 中京テレビ
  - マガドン、りゅうのすけ（『お笑いマンガ道場』）
  - 大徳さん（『前略、大徳さん』）
  - 西東さん（『前略、西東さん』）
  - クレッペ（『クレッペ』）
- 札幌テレビ
  - どさんこ君（『どさんこワイド』）
2017年いっぱいまでは番組マスコットであり、着ぐるみのみで、イラストは存在していなかった。デザインもかなり異なっていた。
  - いっぱち姫（『1×8いこうよ!』）
- 北日本放送
  - いちろう（『ちょこミラ』）

#### テレビ朝日系列
- ぱちゃぽ（世界水泳など水泳大会中継全般）
本来は日本水泳連盟のマスコットのため、外部版権キャラクターにあたる。
- やじ夫、うま子（『やじうまプラス』のキャラクター）
- 源さん、なたねちゃん（『スーパーJチャンネル』初期の天気コーナーCGキャラクター）
- おねがいエージェント（『お願い!ランキング』）
- しくじりお、シク・ジラン、カナタ・れきしーな（『しくじり先生 俺みたいになるな!!』）
- 太郎、花子（『ロボット旅日本一周〜タカラモノクダサイ〜』のレギュラーであるロボット）
- タッちゃん（『相棒』に登場する企業・タツミ開発のキャラクター）

##### ANN系列局
- 朝日放送テレビ
  - ねったまくん（ABC・BS朝日高校野球中継、『速報!甲子園への道』、高校野球ポータルサイト『バーチャル高校野球』）
  - 朝おき太、朝めざめ、ネムりん（『おはよう朝日です』）
  - ぱんころん（『おはようコールABC』）

#### TBS系列
- 百太郎（『クイズ100人に聞きました』）
- ヒトシ君（『世界・ふしぎ発見!』）
- アビー君、菊池君、チーちゃん（『COUNT DOWN TV』）
- ザウルス君、ナンバーガールスージー（『関口宏の東京フレンドパークII』）
- 黄金超人・ゴールデンアスリート（世界陸上）
- ぴったんこガエル（『ぴったんこカン・カン』）
- バレブー（バレーボール世界選手権他のTBS系バレーボール中継（五輪中継を除く））
- ランナーブーブ（世界陸上・TBS系五輪中継）
- サッカーブーブ（FIFAワールドカップ他のTBS系サッカー中継（五輪中継を除く））
- 助六（世界バレー、1998年）
- ラルフ（『ランク王国』）
- うたまるくん（『うたばん』）
- ドレッシー・ジェシー（『ひるおび!』・天気予報）
- ブランチくん、ランチちゃん（『王様のブランチ』）
- ぷくたん（『いっぷく!』）
- シマエナガちゃん、パパエナガ、ママエナガ、チビエナガ (『THE TIME,』、『THE TIME'』）
- ラッピー、ガガンモ（『ラヴィット!』）
- キニシスギくん（『ジョブチューン アノ職業のヒミツぶっちゃけます!』）

##### JNN系列局
- 毎日放送
  - ぷいぷいさん、わんわん、ひーさん、くもくもとりさん（『ちちんぷいぷい』）
一時期、毎日放送全体のマスコットキャラクターとなっていたことがある。
  - せやねんちゃん、ちゃうやろくん（『せやねん!』）
  - SD新喜劇メンバー（『よしもと新喜劇』）
新喜劇の座長を務めた吉田ヒロがデザインしたことで知られる。
番組のオープニングやエンディング、その他関連商品等にもこれらのキャラクターが使用されている。
  - 情熱くん（『情熱大陸』）
  - カテマちゃん （『あったか生活!秘伝!カテイの魔法』）
- CBCテレビ
  - 天才博士（『天才クイズ』）
  - パイ坊や（『ミックスパイください』）
- 中国放送
  - レモナルド・レモンチ（『イマナマ!』）- 2022年のCI導入以降から局マスコットと兼務。

#### テレビ東京系列
- テントウムシハナコ（『おはスタ』（第1部）） - 2007年度まで使用。
- くもじい、くもみ（『空から日本を見てみよう』）
- ピラメキパンダ（『ピラメキーノ』）- ナナナ登場まで、「7チャンパンダ」として局のマスコットキャラクターも兼ねていた。
- ひろし、かなで（『月〜金お昼のソングショー ひるソン!』） - 司会者として登場。
- ホイップくん（『ハーフタイムツアーズ』）
- コッカー (『ポケモンとどこいく!?』)

##### TXN系列局
- テレビ大阪
  - 豆助（『和風総本家』シリーズ）
豆柴が実写で出演されており、放送終了まで十五代に渡って豆柴のペットモデルが起用されていた。

#### フジテレビ系列
- バボちゃん（バレーボールワールドカップ・春の高校バレーなど）
- バスくん（フジテレビ系列バスケットボール中継（『プロバスケ! bjリーグtv』））
- カータン（『ママとあそぼう!ピンポンパン』）
- ガチャピン、ムック[注釈 14]、Pちゃん、コニーちゃん、チビミミ（『ポンキッキシリーズ』）
- タモーツァルト、メルヘンタイガーちゃん（『森田一義アワー 笑っていいとも!』※前者は2007年放送のコーナーに登場、後者は2010年限定）
- ライオンちゃん（『ライオンのいただきます』→『ライオンのごきげんよう』→『ライオンのグータッチ』→『ライオンのミライ☆モンスター』、『バイキング→バイキングMORE』→『ポップUP!』→『ぽかぽか』（生CMに登場））
- COROZO（『ライオンのごきげんよう』）
- トッシー、ナンティー、トージロー（『クイズ!年の差なんて』）
- さんま大先生シリーズ
  - ワシャガエル（『あっぱれさんま大先生』）
  - マガサス、半助（『やっぱりさんま大先生』）
- 勉強小僧、解説政孝君、勉強お嬢（『平成教育委員会シリーズ』）
- めざましくん、わんこ一家（『めざましテレビ』）
- ヘキサくん、犬のゴン（『クイズ!ヘキサゴン』・『クイズ!ヘキサゴンII』）
- 赤さん（『平成日本のよふけ』）
- パン吉（『ネプリーグ』）
- じゃーぽ君、ポニカちゃん（『タモリのジャポニカロゴス』）
- 海賊（名称未公表）（『バイキング』※初代ロゴのみ）
- じゃじゃじゃ、じゃ〜ン（『じゃじゃじゃじゃ〜ン!』）
- マッチョ君 （『VS嵐』2009年10月のゴールデン進出SPから）
- まんぷく昼太郎（『ぽかぽか』）
- 記憶忍者隊マッサマン（『芸能人が本気で考えた!ドッキリGP』）

##### FNN・FNS系列局
- 関西テレビ（カンテレ）
  - まんまちゃん（『さんまのまんま』）
  - ジーンちゃん（『にじいろジーン』）
  - 招き南光（『痛快!エブリデイ』）
- 東海テレビ
  - 大魔王、キンチャック、ハチャマン、モモコ（『すくすくぽん!』）
  - うおさん、フグ部長、スズキくん、メバルちゃん、オコゼちゃん、クロダイくん、シロギスくん、ウニくん、カレイとヒラメ（『西川きよしのご縁です!』）
- TSKさんいん中央テレビ
  - ヤッちゃん、ホーくん（『週刊!ヤッホー』）
  - 吉田くん（『なるほど!吉田くんのしまねゼミ』）[113]
- げんきくん（石川テレビ『夕やけワイド まちかど元気王』） - 2001年の『FNS27時間テレビ』相撲大会にも出場。
- てんタマくん（テレビ西日本お天気キャラクター）
- かちかちくん（サガテレビ『かちかちワイド』） - 2001年の『FNS27時間テレビ』相撲大会にも出場。

#### 独立局他
- 万田兄弟（テレビ埼玉『関口さんII』ほか）
- キャプテン☆C、ダスターD、おねえさん（千葉テレビ放送『チュバチュバワンダーランド』）
- 増田ジゴロウ、白井ヴィンセント（テレビ神奈川『saku saku』）
- 京都放送
  - ティンパ（『GO GO ポッピン』）
  - 金太郎師匠（『谷口な夜』）
- サンテレビ
  - （亀・熊・うさぎ・象）（『サウンドコンポ』）
  - （黒豚）（サンテレビCM）
サンテレビの動物キャラクター各種は、時折サンテレビのCMにも登場する。
CG版とイラスト版があり、神戸まつり中継等の特別なバージョンも存在する。
- 滋賀ッツマン（びわ湖放送）

### BSテレビ番組

#### NHK
- どーもくん、うさじい、たーちゃん、ななみちゃん（『BSどーもくんワールド』→『BSななみDEどーも!』→『みんなDEどーもくん!』）
- セレクたん（『ザ☆ネットスター!』）
- セイヤくん（『中井精也のてつたび』）

#### BS日テレ
- アンク、ミアちゃん（『日曜ロードショー』）

#### BSテレ東
- くもじい、くもみ（『空から日本を見てみようPlus』）※初代、地上波時代から引き続き起用された。
- くもじゅんいち、くもみーヌ、くも神様（『空から日本を見てみようPlus』）※2代目、末期のみ使われていた。

#### BSフジ
- ガチャピン、ムック（『ポンキッキシリーズ』、『ガチャガチャポン!』、『ガチャピンClub』、『ガチャムク』）
- Pちゃん、コニーちゃん（『beポンキッキーズ』、『ガチャピンClub』、『ガチャムク』）
- ロリポップス（『beポンキッキーズ』、『We Can☆47』）

#### BS松竹東急
- キャンパーズくん（『こんなところでキャンパーズ！』）

### インターネットテレビ
- 増田ジゴロウ、ペパー（ご意見番）（GyaO『溜池Now』） - 以前はテレビ神奈川『saku saku』のキャラクターだった。
- 早乙女おろち（GyaO『溜池Nowはミッドタウンにお引っ越ししました』） - 増田ジゴロウに代わって登場した。
- WEATHEROID Type A Airi（SOLiVE24→ウェザーニュースLiVE）

## テレビ関連

### 地上デジタルテレビ放送
- デジタルカちゃん（地上デジタルテレビ放送推進キャラクター）
- 地デジカ（日本民間放送連盟地上デジタルテレビ放送推進キャラクター）
- ミテネコ（青森県民放地上デジタルテレビ放送推進キャラクター）

### データ放送
- ワンセグジロー（日本テレビ・ワンセグデータ放送）

### その他
- コマーさる君（日本民間放送連盟・CMのCMキャンペーンキャラクター）
- 豆しば（TVer[注釈 15]）
- シチじん、ゴリぼん、シロべあ、リスまる、ナグりん（北日本放送自社製作の時報CM）